# 呂宋神秘鰕虎魚

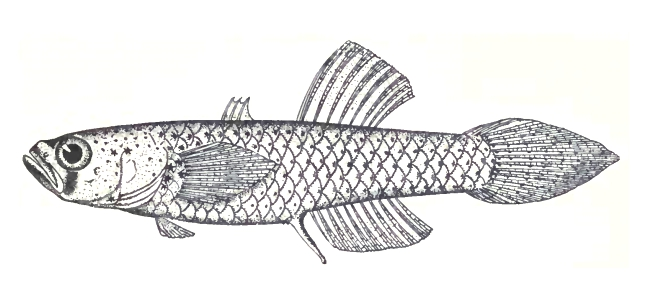

呂宋神秘鰕虎魚，(學名:Mistichthys luzonensis)，是一種菲律賓特有的蝦虎魚科魚類，牠分布於呂宋島上的南甘馬粦省的布希湖、巴托湖、卡圖格戴湖和馬納保湖。
魚身長到2.5釐米長(1寸)呈透明狀，有一些黑點和黑色的眼睛，這種淡水魚生活在從湖岸線到12米深的湖泊中。
呂宋神秘鰕虎魚被認定為世界最小型淡水魚，在當地具有重要的經濟意義。它已被列入吉尼斯世界紀錄，為“最小的商業捕撈食用魚”。自1940年代首次作為食物以來，它就被大量食用。它被油炸或煮熟，與蔬菜一起食用。
在20世紀90年代，呂宋神秘鰕虎魚被過度捕撈，瀕臨滅絕。牠還受到其原生湖泊中引進的魚類的負面影響，特別是羅非魚。政府所採取的保護行動包括將數以千計的呂宋神秘鰕虎魚轉移到更安全的湖泊，在那裡牠們可以有效地繁殖。但魚的運輸很困難，因為牠們非常脆弱，在這個過程中，每批魚的一半以上都死了。但到2001年，有證據表明在新的棲息地成功繁殖。

## 外部連結
维基共享资源上的相關多媒體資源：呂宋神秘鰕虎魚